# Evolución especulativa

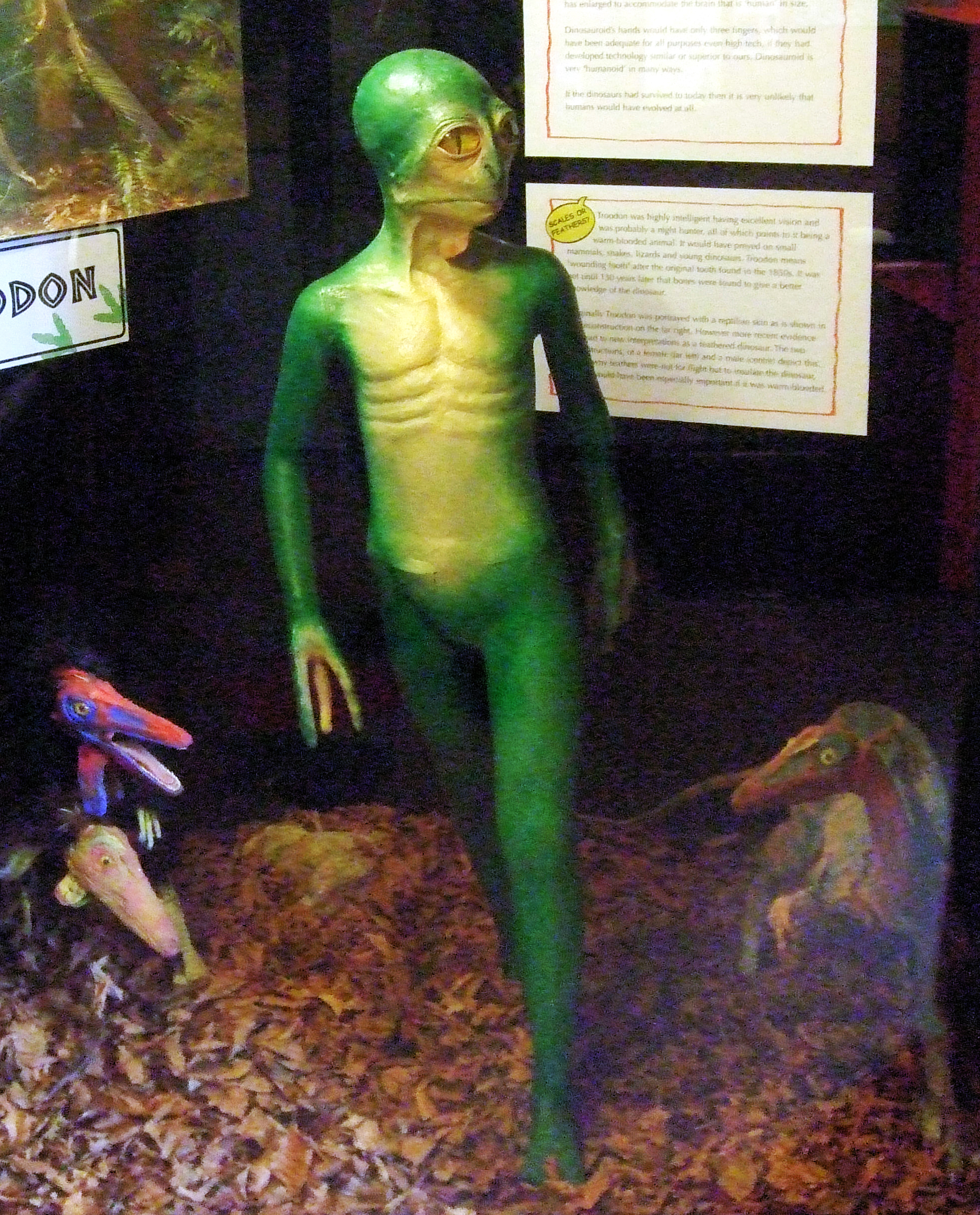
Un modelo del hipotético dinosáurido

La evolución especulativa es un subgénero de la ciencia ficción y un movimiento artístico centrado en la descripción de escenarios hipotéticos en la evolución de la vida (humana o no humana), y constituye una parte importante de la biología ficticia .  También se la conoce como biología especulativa y, en lo que respecta a los animales hipotéticos, como zoología especulativa. Las obras que incorporan la evolución especulativa pueden contener especies totalmente conceptuales que evolucionan en un planeta distinto a la Tierra, o pueden describir una ucronía orientada a una evolución alternativa de la vida terrestre. La evolución especulativa se considera normalmente parte de la categoría de la ciencia ficción dura, debido a que encuentra sus bases y tiene conexión con la ciencia, especialmente con la biología. 
La evolución especulativa es un motivo con un largo recorrido dentro de la ciencia ficción. La máquina del tiempo, novela escrita en 1895 por H. G. Wells, se considera a menudo el primer caso representativo del género por las formas de vida imaginarias del futuro que aparecen en sus páginas. Aunque las historias sobre faunas especulativas a pequeña escala fueron un sello distintivo de la ciencia ficción a lo largo del siglo XX, las ideas rara vez se desarrollaron bien, con algunas excepciones como las Planetary series de Stanley Weinbaum, Barsoom de Edgar Rice Burroughs (una representación ficticia de Marte y su ecosistema descrita a través de novelas publicadas de 1912 a 1941) y Rhinogradentia de Gerolf Steiner (un orden ficticio de mamíferos con narices especiales creado en 1957).
Generalmente se considera que el movimiento moderno de la evolución especulativa comenzó con el libro After Man (Después del hombre), escrito por Dougal Dixon y publicado en 1981. Esta obra abordó una Tierra en el futuro en su más completa descripción, con un ecosistema íntegro de más de cien animales hipotéticos.[cita requerida] El éxito de Después del Hombre llevó a Dixon a publicar varias "secuelas", centrándose en diferentes escenarios alternativos y futuros. Las obras de Dixon, como la mayoría de las obras similares posteriores, se escribieron con base en principios biológicos reales (destacando, por ejemplo, la teoría de la evolución de Darwin ) y tenían como objetivo abordar procesos naturales, como la evolución y el cambio climático, a través de ejemplos ficticios.
Durante las décadas posteriores a la publicación de Después del Hombre, hubo discusión y debate alrededor de los posibles usos de la evolución especulativa como herramienta educativa y científica; puede servir para abordar y mostrar patrones presentes en el presente y en el pasado. Extrapolar las tendencias pasadas hacia el futuro permite a los científicos investigar y predecir los escenarios más probables en los cuales ciertos organismos responderían a los cambios ecológicos y ecosistémicos de una determinada manera. Se han dado algunos casos de seres vivos (o características de estos) que se imaginaron originalmente en el marco de la evolución especulativa y que fueron descubiertos más tarde. Por ejemplo, el artista John Meszaros ilustró un radiodonto filtrador en el libro All Your Yesterdays (2013) de John Conway, CM Kosemen y Darren Naish . Al año siguiente de su publicación, un estudio taxonómico demostró la existencia del radiodonto filtrador Tamisiocaris borealis.